# L'amant d'un jour
L'amant d'un jour è un film del 2017 diretto da Philippe Garrel.